# Barry Dransfield
Barry Dransfield (* 1947 in Harrogate, Yorkshire) ist ein britischer Folk-Geiger und -Sänger. Seine Spielweise zeichnet sich dadurch aus, die Geige während des Spiels gegen die Brust gedrückt zu halten anstatt unter dem Kinn, was ihm das gleichzeitige Singen und Geigespielen erleichtert.

## Leben
Schon im Alter von vierzehn Jahren begann Dransfield in Pubs in Yorkshire aufzutreten. Anfang der 1960er spielte er drei Jahre lang in einem Bluegrass-Trio namens The Crimple Mountain Boys, in dem er erstmals die Bühne mit seinem drei Jahre älteren Bruder Robin teilte. Die Crimple Mountain Boys trennten sich, als Robin beschloss, Lehrer zu werden, und nach Worcester zog, wo er bald auch einen Folkclub gründete. Barry fand zunächst in London Anstellung bei einem Harfenbauer, kehrte nach einem Nervenzusammenbruch jedoch nach Harrogate zurück. Da auch Robin seinen Wunsch, Lehrer zu werden, aufgegeben hatte, konnten die beiden Brüder im Sommer 1969 schließlich ein Duo gründen. Sie spielten schon bald in verschiedenen Folk-Clubs zusammen mit britischen Folk-Größen wie Ewan MacColl, Martin Carthy und den Watersons.
Im Jahre 1970 erschien das erste Album der Brüder auf Bill Leaders Label Trailer Records. The Rout of the Blues wurde vom Melody Maker zum Folk-Album des Jahres gekürt. Auch das 1971er Album Lord of All I Behold bekam positive Presse. Ashley Hutchings versuchte sogar Robin und Barry Dransfield zu bewegen, sich seiner noch recht jungen Band Steeleye Span anzuschließen, was sie ablehnten. Stattdessen engagierten die beiden Jo Lustig als Manager, der versuchte, das Duo in eine kommerziellere Richtung zu bewegen. Das passte Barry jedoch nicht. Er beendete kurzerhand die musikalische Zusammenarbeit mit seinem Bruder und nahm stattdessen 1972 für Polydor sein erstes Solo-Album Barry Dransfield auf, auf dem Barry alle Instrumente und den Gesang selbst übernahm. Im gleichen Jahr beteiligte er sich an dem ersten Album der englischen Folk-Supergroup Morris On.
Im Sommer 1974 schloss sich Barry dann erneut mit Robin zusammen. Die beiden wollten nun Folk-Rock für sich erschließen, mehr elektrische Instrumente einbeziehen und eigene Kompositionen spielen, anstatt traditionelle Folksongs aufzuarbeiten. Zusammen mit Brian Harrison, der früher mit Dave Stewart in verschiedenen Projekten gespielt hatte, gründeten sie ein Folk-Rock-Trio und nannten sich jetzt „The Dransfields“. Nach einer John-Peel-Session Ende 1975 und der Ergänzung um Schlagzeuger Charlie Smith erschien im Juli 1976 unter dem Namen „Dransfield“ das Konzeptalbum The Fiddler's Dream auf Transatlantic Records, das sich unter anderem wegen mangelhafter Promotion schlecht verkaufte. Trotzdem wurden die Dransfields von Steeleye Span zu einer Frankreich-Tour eingeladen, wo sie jedoch die Hauptband offenbar in den Schatten stellten. Fairport Convention sagten daraufhin eine geplante gemeinsame Tour ab und die Brüder tourten stattdessen mit Tom Paxton, dessen Stammpublikum sie mit ihrem modernen Sound nicht überzeugen konnten. Die Dransfields beschlossen als Folge dessen ihr Folk-Rock-Experiment auf Eis zu legen und wieder als traditionelles Duo Musik zu machen.
So erschien 1977 mit Popular to Contrary Belief ein letztes gemeinsames Album, dann gingen die Brüder wieder getrennte Wege und widmeten sich ihren Solo-Karrieren. 1978 erschien Barry Dransfields zweites Solo-Album Bowin' & Scrapin' auf Topic Records, danach zog er sich aus der Musikszene zurück. Allerdings schrieb er in den 1980er Jahren einige Filmmusiken und trat auch als Nebendarsteller auf, etwa als blinder Fiedler (Michael Byrne) im Abenteuerfilm Die Bounty (1984). Im Jahr 1986 eröffnete er in Hastings ein Geschäft zur Reparatur von Geigen und Celli.
1994 startete Dransfield dann ein Comeback mit der Veröffentlichung von Be Your Own Man. 1996 folgte Wings of the Sphinx und 2005 Unruly.